# 우노 젠토
우노 젠토(일본어: 宇野 禅斗, 2003년 11월 20일~)는 일본의 축구 선수이다.

## 구단 경력
그는 2022년 J2리그의 FC 마치다 젤비아에 입단했다. 2023년 J2리그 우승으로 J1리그로 승격했다. 2024년까지 31경기에 출전하여, 3득점을 넣었다. 2024년 7월 J2리그의 시미즈 에스펄스로 이적했다. 2024년 J2리그 우승으로 J1리그로 승격했다.

## 국가대표팀 경력
그는 2025년 EAFF E-1 풋볼 챔피언십에 참가할 일본 국가대표팀에 발탁되었으며, 7월 12일 중국와의 경기에서 데뷔했다. 대회 우승에 기여했다.